# Champon

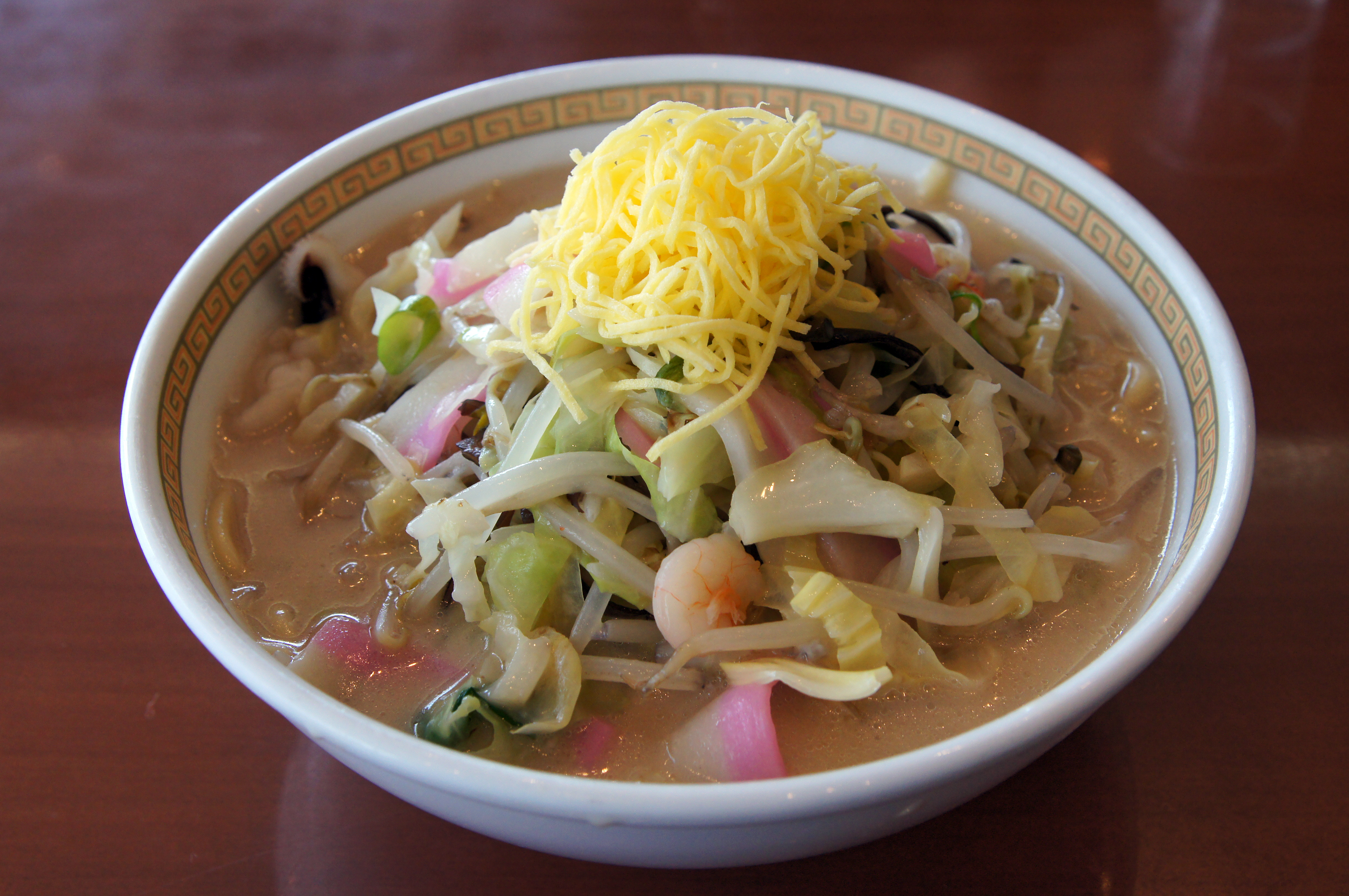
Shikairō champon.

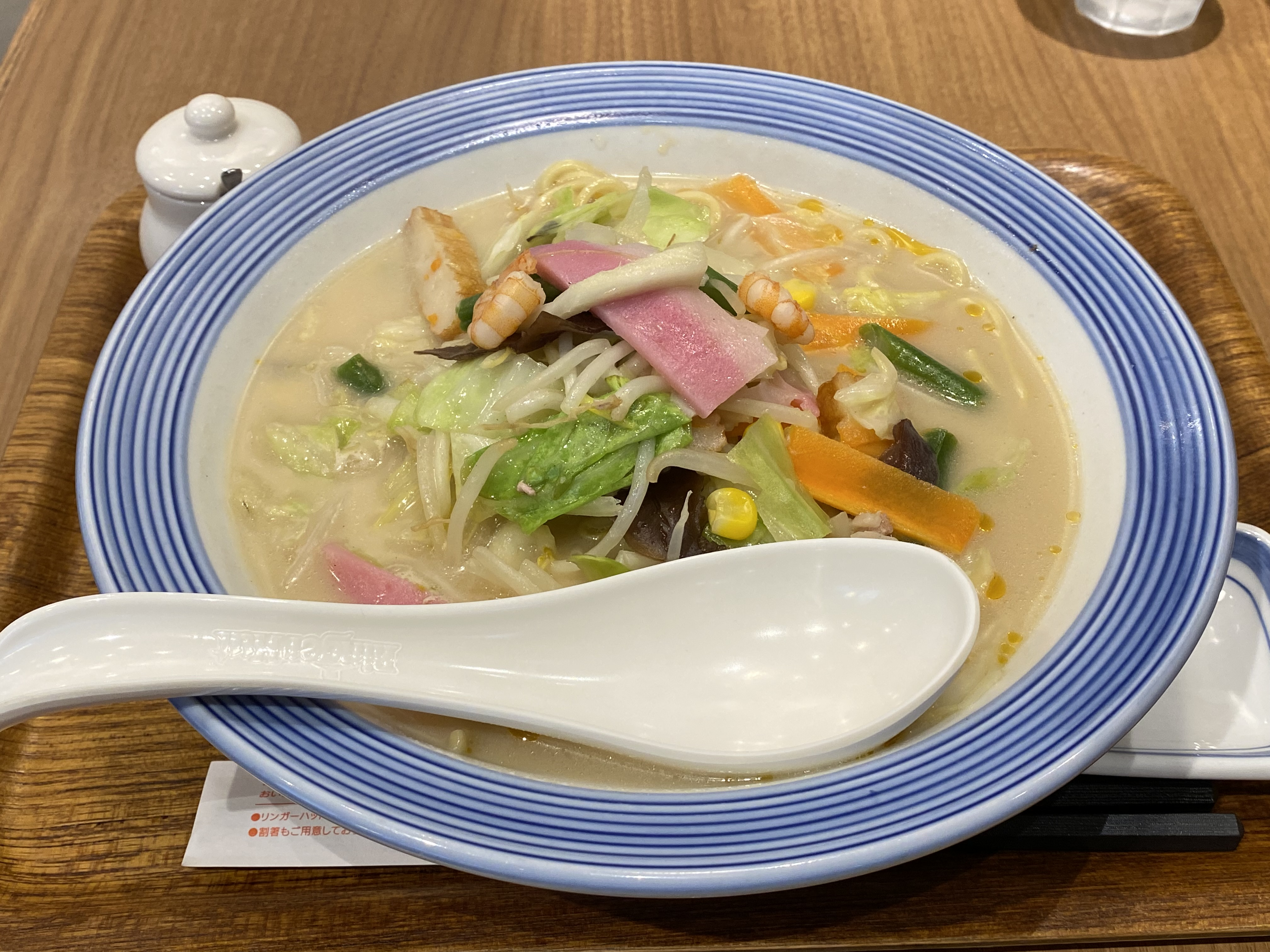
Ringer Hut

El Champon (ちゃんぽん?) es un plato similar a una sopa de fideos originario de la ciudad de Nagasaki. Tiene influencias parciales de la cocina china debido a que el inventor es el propietario del restaurante chino conocido como  Shikairo (四海楼?). En la mitad del periodo Meiji el propietario necesitaba inventar un plato al mismo tiempo saciante y barato, para poder atraer a miles de estudiantes chinos (todos ellos con bajo poder adquisitivo) como posibles clientes de su restaurante, todos ellos solían trasladarse a Japón con el objeto de mejorar sus oportunidades de empleo futuras.

## Características
El champon o chimpon está elaborado con carne de cerdo frita, moluscos y diferentes clases de verduras. La sopa se hace a base de un caldo con huesos de pollo y de cerdo. Los fideos para el ramen se cocinan junto al caldo para el champon, al contrario que otros platos basados en ramen. Para su preparación sólo es necesaria un fogón sobre el que se va cocinando la sopa. El restaurante "Ringer Hut" es uno de los más famosos del oeste de Japón en la elaboración de este platillo.
La palabra champon puede emplearse a veces como sinónimo de 'mezcla' y se emplea cuando se mezclan diversas bebidas alcohólicas a la vez. La palabra tiene los mismos orígenes que el plato de Okinawan chanpuru y la palabra indonesia campur, ambas significan "mezcla".